# NGC 6556
NGC 6556 је група звезда у сазвежђу Стрелац која се налази на NGC листи објеката дубоког неба.
Деклинација објекта је - 27° 31' 27" а ректасцензија 18h 9m 56,0s. Привидна величина (магнитуда) објекта NGC 6556 износи 12,3.